# 117
| [ Edytuj tabelę ] |                                            |
| Cesarz Chin       | - 106 Han Andi 125                         |
| Władca Korei      | - 53 T’aejodae 146                         |
| Papież            | - 116 Sykstus I 125                        |
| Król Partów       | - 105 Wologazes III 147 - 109 Osroes I 129 |
| Cesarz Rzymu      | - 98 Trajan 117 - 117 Hadrian 138          |

Rok 117 / CXVII
stulecia: I wiek ~
II wiek ~
III wiek

lata: 107 «
112 «
113 «
114 «
115 «
116 «
117
» 118
» 119
» 120
» 121
» 122
» 127

## Wydarzenia
- 11 sierpnia – początek rządów Hadriana w cesarstwie rzymskim. Zagarnięte przez Rzym tereny partów zostały im po części zwrócone przez Hadriana (Asyria i Mezopotamia). Odtworzona Armenia natomiast pozostała pod wpływami Rzymu.
- Pokój Rzymian z Partami. Zasięg imperiów oparto na linii dzisiejszej granicy iracko-syryjskiej.
- Stłumiono powstanie żydowskie w Cyrenajce i na Cyprze.

## Zmarli
- 9 sierpnia – Trajan, cesarz rzymski (ur. 53)
- Korneliusz Palma – wódz i polityk rzymski z okresu panowania cesarza Trajana, konsul w roku 99 i 109